# Gewelltstreifiger Kohlerdfloh
Der Gewelltstreifige Kohlerdfloh (Phyllotreta undulata) ist ein Käfer aus der Familie der Blattkäfer (Chrysomelidae).

## Merkmale
Der Gewelltstreifige Kohlerdfloh wird 1,8–2,8 mm lang. Der Chitin-Panzer hat eine schwarze Grundfärbung, auf jeder Flügeldecke befindet sich ein breiter gelber Längsstreifen. Der Körper ist länglich oval geformt. Das erste Glied der fadenförmigen Fühler ist braun, das zweite und dritte ist heller, das vierte ist teilweise braun und die restlichen Fühlerglieder sind schwarz. Die Beine des Gewelltstreifigen Kohlerdflohs sind schwarz und die Schienen sind an der Basis hell.

### Ähnliche Arten
- Phyllotreta nemorum (Linnaeus, 1758) – Das dunkle Zwischenfeld auf den Flügeldecken verjüngt sich nur geringfügig; die Art ist häufiger und größer.
- Phyllotreta vittula (Redtenbacher, 1849) – Das dunkle Zwischenfeld auf den Flügeldecken behält seine Breite bei, während die gelben Bänder im Bereich der Schulter verbreitert sind.

## Vorkommen
Die Art ist in der Paläarktis heimisch. Die Käferart ist in Europa weit verbreitet und fehlt möglicherweise nur auf der irischen Insel. In Nordafrika (Algerien) ist die Art möglicherweise vertreten. In Nordamerika wurde die Art eingeschleppt. In Australien und in Neuseeland wurde die Art ebenso eingeschleppt wie in Teilen von Ozeanien (Fidschi, Neukaledonien, Vanuatu).

## Lebensweise
Die Käfer bewohnen vor allem Gemüsegärten und Felder. Die Tiere ernähren sich von Kohlblättern. Sie verfügen über eine sehr kräftige Muskulatur in den Hinterbeinen, die es ihnen ermöglicht sehr weit zu springen, daher der Name „Erdfloh“. Im Frühling legt das Weibchen die Eier auf den Boden. Die Larven ernähren sich von den Wurzeln des Kohls. Sowohl die Käfer als auch die Larven können erhebliche Schäden in der Landwirtschaft verursachen. Im Frühling fressen die Käfer beispielsweise die Felder mit den jungen Pflanzen teilweise vollkommen kahl.

## Taxonomie
In der Literatur finden sich folgende Synonyme:
- Haltica undulata Kutschera, 1860 – ursprüngliche Namenskombination
- Phyllotreta australis Blackburn, 1890